# Ingrid Wirnsberger
Ingrid Wirnsberger (* um 1954) ist eine österreichische Tischtennis-Nationalspielerin. Sie gehörte in den 1970er Jahren zu den besten Spielerinnen Österreichs und wurde 1976 österreichische Meisterin im Einzel.

## Werdegang
Ingrid Wirnsberger spielte bis 1976 beim Verein WSV Liezen und wechselte dann zu Atus Graz. 1975 gewann sie erstmals die österreichische Meisterschaft im Doppel mit Margret Wagner. Ein Jahr später verteidigte sie diesen Titel im Doppel und wurde zudem österreichische Meisterin im Einzel.
1976 wurde sie für die Europameisterschaft und 1977 für die Weltmeisterschaft nominiert, kam dabei jedoch nie in die Nähe von Medaillenrängen.

## Turnierergebnisse
| Verband | Veranstaltung     | Jahr | Ort        | Land | Einzel | Doppel    | Mixed | Team |
| ------- | ----------------- | ---- | ---------- | ---- | ------ | --------- | ----- | ---- |
| AUT     | Weltmeisterschaft | 1977 | Birmingham | ENG  | Qual   | letzte 32 | Qual  | 24   |